# Hadennia nakatanii
Hadennia nakatanii är en fjärilsart som beskrevs av Mamoru Owada 1979. Hadennia nakatanii ingår i släktet Hadennia och familjen nattflyn. Inga underarter finns listade i Catalogue of Life.